# Charles Augustus Murray

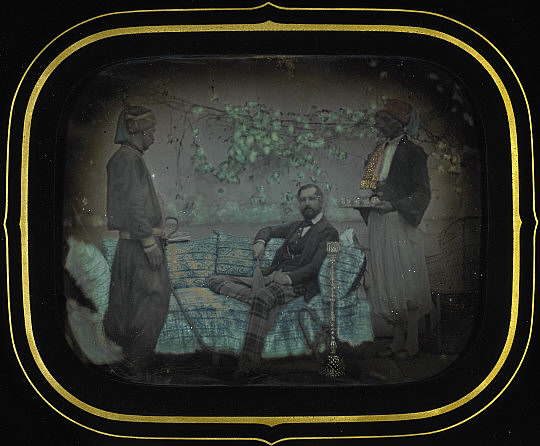
Charles Augustus Murrays, handgefärbte Daguerreotypie von Antoine Claudet, um 1851

Sir Charles Augustus Murray (* 22. November 1806; † 3. Juni 1895) war ein englischer Schriftsteller und Diplomat. Neben zwei Romanen, die im Orient spielen, verfasste er einen Abenteuerroman The Prairie-Bird mit Schauplätzen in Jamaika und Nordamerika. Durch dieses Buch wurde er zu einem wichtigen Vertreter der „Wildwest“-Literatur in England.

## Leben

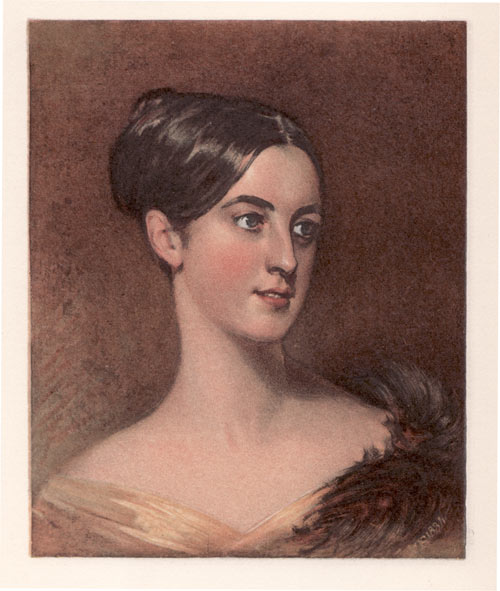
Thomas Sully: Elizabeth Wadsworth, 1851

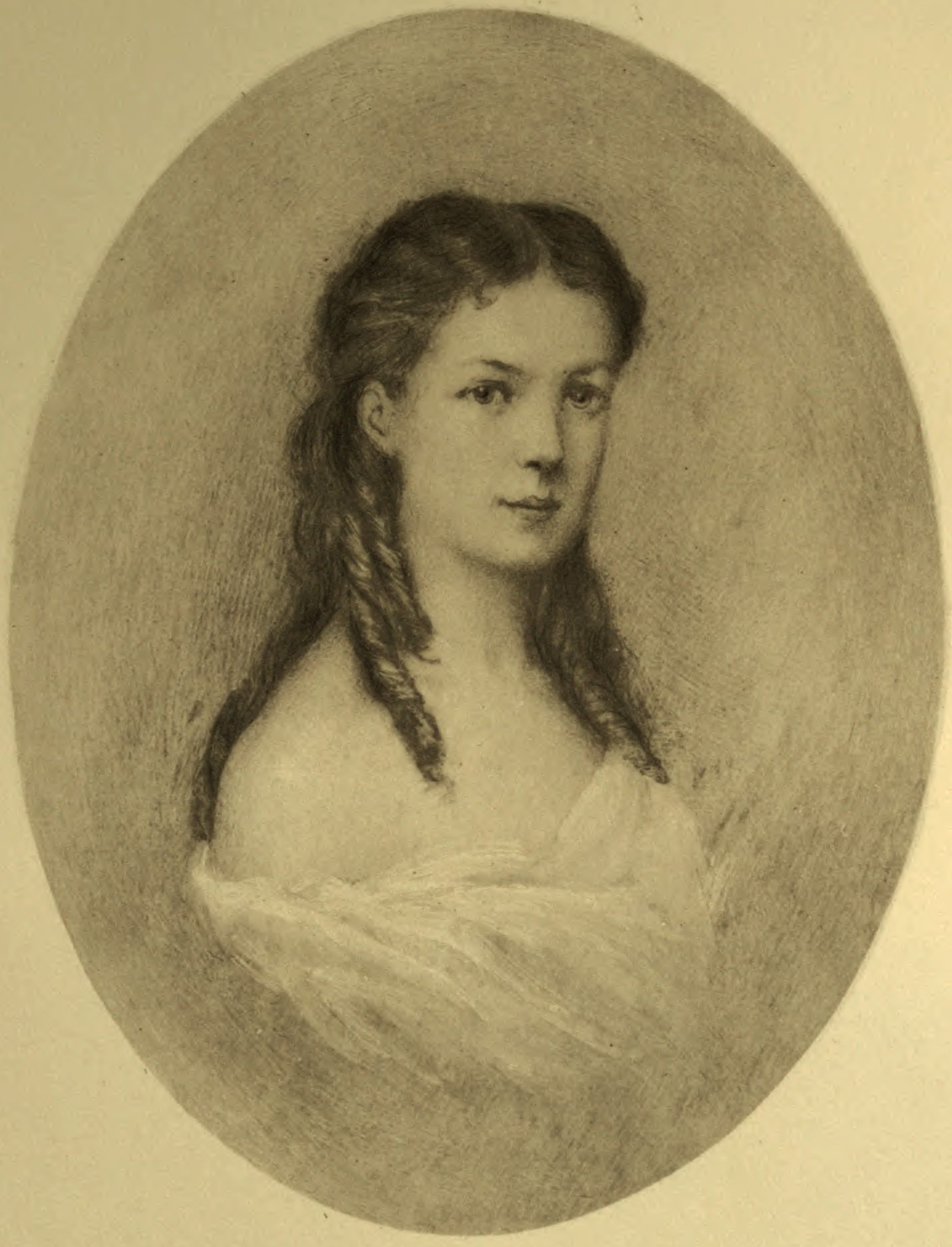
Hon, Edythe Murray, die zweite Frau von Charles Augustus Murray

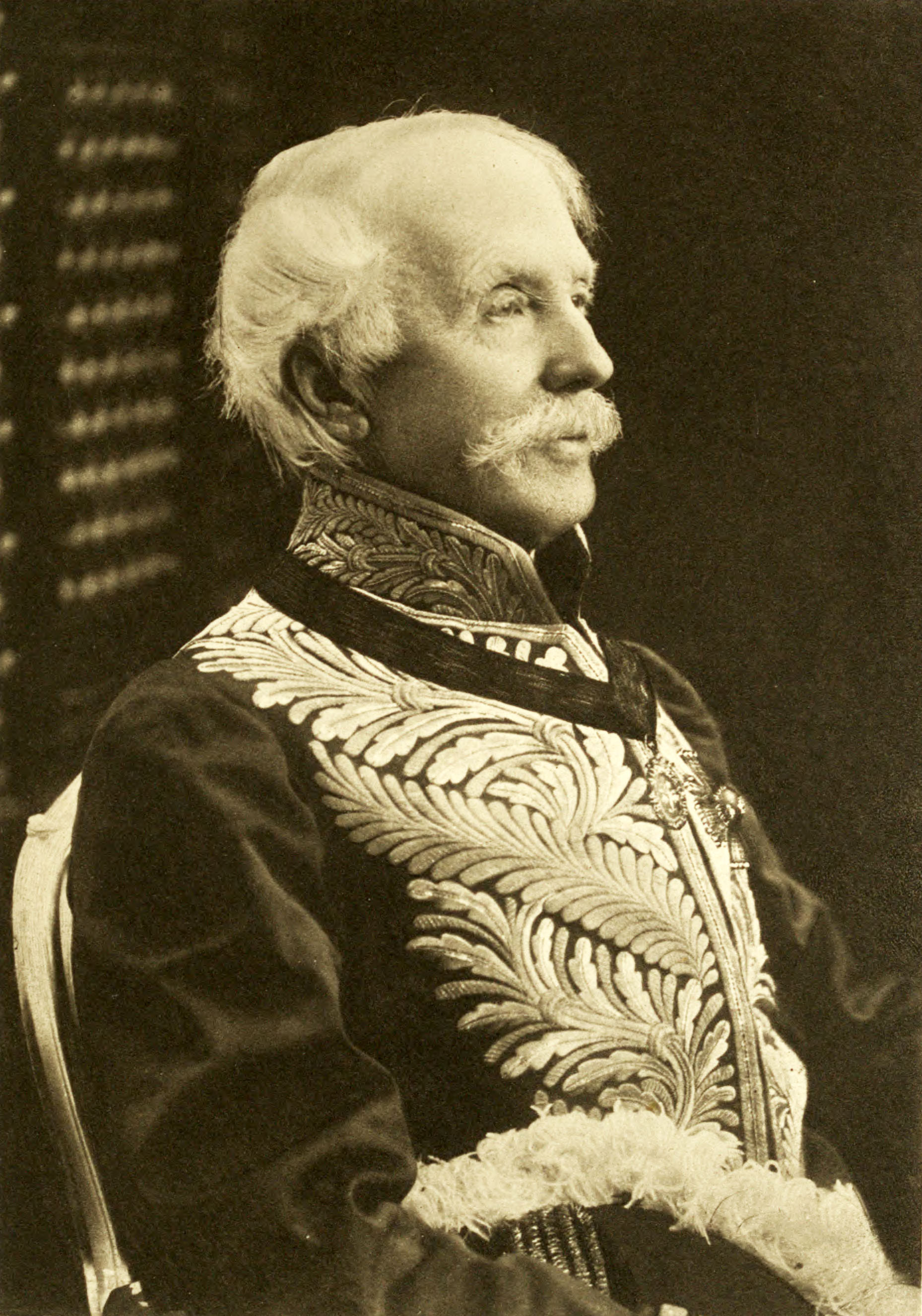
Charles Augustus Murray 1898

Charles Augustus Murray war der zweite Sohn des Politikers George Murray, 5. Earl of Dunmore (1762–1836) und seiner Ehefrau Lady Susan Hamilton (1774–1846), eine Tochter von Archibald Douglas-Hamilton, 9. Duke of Hamilton und der Lady Harriet Stewart. Charles Augustus wurde am Eton College und an der University of Oxford ausgebildet.
Murray verbrachte mehrere Jahre (1835–1838) auf Reisen durch Europa und Amerika, darunter einige Monate beim Indianer-Stamm der Pawnee. Seine Erfahrungen schrieb er im Buch Travels in North America nieder. Auf seiner Rückreise lernte er Elise Wadsworth kennen, doch ihr Vater war gegen diese Verbindung. Erst nach seinem Tod im Jahre 1849 heirateten die beiden – Elise Wadsworth starb am 8. Dezember 1851 an den Folgen des Kindbettfiebers. Charles Augustus Murray stand drei Mal als Member of Parliament an und später erhielt er eine Position am Hof der jungen Königin Victoria.
1842 wurde Murray als englischer Diplomat in Neapel ernannt und wirkte zwischen 1846 und 1853 als britischer Generalkonsul in Kairo, wo er einen freundschaftlichen Kontakt mit dem osmanischen Vizekönig von Ägypten, Muhammad Ali Pascha, unterhielt. Während seiner Zeit in Ägypten forcierte Murray den Bau der Eisenbahn nach Alexandria und organisierte auch 1850 den Transport des Flusspferds Obaysch nach England, was ihm den Namen Hippopotamus–Murray einbrachte.
Im Jahr 1853 war Charles Augustus Murray Gesandter in Bern und wurde kurz darauf zum britischen Botschafter am Hof des Schahs von Persien, Nāser ad-Din Schah ernannt. Es entbrannte ein heftiger Disput mit dem Schah über dessen Leibwächter Hashim Khan. Mittelpunkt dieses Streits waren Gerüchte um die Ehefrau Hashim Khans, eine Schwägerin des Schahs. Charles Augustus Murray nahm dies als eine Beleidigung der britischen Gesandtschaft und brach daraufhin die diplomatischen Beziehungen Ende 1855 ab. Die Kontrolle der Stadt Herat führte zum Britisch-Persischen Krieg (1. November 1856 bis 4. April 1857). Nach dem Krieg blieb Murray bis 1859 Botschafter in Persien.
Im November 1862 heiratete Murray in zweiter Ehe Hon. Edith Susan Esther FitzPatrick, eine Tochter des irischen Politikers John FitzPatrick, 1. Baron Castletown.
Am 23. Juni 1866 wurde Murray als Knight Commander des Order of the Bath (KCB) geadelt und führte fortan das Prädikat „Sir“. 1875 wurde er in den Geheimen Kronrat (Privy Council) berufen.

## Werke
- Die rothen Indianer von Newfoundland. Ein Roman. Aus dem Englischen übertragen von Ernst Susemihl. 4 Bände.Chr. E. Kollmann, Leipzig 1858.
- Travels in North America. Verlag Richard Bentley, London 1839 (Volltext in der Google-Buchsuche).
- The Prairie-Bird. Verlag Richard Bentley, London 1844 (Volltext in der Google-Buchsuche).